# Oscar Mannström
Carl Oscar Mannström, född 15 november 1875 på Väddö, död 23 december 1938 i Stockholm, var en svensk präst, med tjänst i Adolf Fredriks församling i Stockholm. Han var även verksam som skribent, psalmdiktare och publicist. Hans översättning av psalmen "Stilla natt" är sannolikt den mest kända. 
Mannströms verk har funnits med i alla Svenska kyrkans psalmböcker sedan Nya psalmer 1921. Nu finns han representerad i Den svenska psalmboken 1986 med fem verk (nummer 58, 114, 189, 496, 624). Hans sång "Vart än det bär" med musik av Gustaf Nordqvist har bland annat sjungits in på skiva av kyrkosångaren Einar Ekberg 1936.

## Psalmer
- Stilla natt, heliga natt (1986 nr 114), översatt 1915 och publicerad i alla Svenska kyrkans psalmböcker från och med Nya psalmer 1921, dock med senare bearbetningar. Finns på Wikisource.
- Bliv kvar hos mig - se dagens slut är när, (1986 nr 189), översatt 1920 och publicerad i alla Svenska kyrkans psalmböcker från och med Nya psalmer 1921, utan senare bearbetningar. Finns på Wikisource.
- En dalande dag, en flyktig stund, (1986 nr 624), bearbetad 1920 och publicerad i alla Svenska kyrkans psalmböcker från och med Nya psalmer 1921, utan senare bearbetningar i texten, men i melodin. Finns på Wikisource.
- Hjärtan, enigt sammanslutna, (1986 nr 58), översatt 1913 men publicerad först i 1937 års psalmbok och sedan även i Den svenska psalmboken 1986. Finns på Wikisource.
- Morgonens rodnad över bergen brinner (1986 nr 496) skrevs redan 1928 och efter en lätt bearbetning införd i 1986 års psalmbok. Finns på Wikisource.
- Förunderligt och märkligt (Psalmer och Sånger 1987 nr 490). Finns på Wikisource.